# Okręg wyborczy South Dublin
Okręg wyborczy South Dublin powstał w 1885 r. i wysyłał do brytyjskiej Izby Gmin jednego deputowanego. Okręg obejmował południowo-wschodnią część Dublina. Został zlikwidowany w 1922 r.

## Deputowani do brytyjskiej Izby Gmin z okręgu Dublin South
- 1885–1892: Thomas Esmonde, Irlandzka Partia Parlamentarna
- 1892–1900: Horace Curzon Plunkett, Partia Konserwatywna
- 1900–1906: John Joseph Mooney, Irlandzka Partia Parlamentarna
- 1906–1910: Walter Long, Irlandzka Partia Unionistyczna
- 1910–1910: Bryan Ricco Cooper, Irlandzka Partia Unionistyczna
- 1910–1917: William Francis Cotton, Irlandzka Partia Parlamentarna
- 1917–1918: Michael Louis Hearn, Irlandzka Partia Parlamentarna
- 1918–1922: George Gavan Duffy, Sinn Féin